# Guardiões do Estado
Guardiões do Estado ou na sigla (G.D.E) é como é conhecida uma facção criminosa originária da cidade de Fortaleza. A G.D.E. é a segunda maior facção do estado do Ceará nas ruas e no presídio, perdendo o título de maior do estado para o Comando Vermelho, após a expansão do grupo organizado TDN ou Massa.

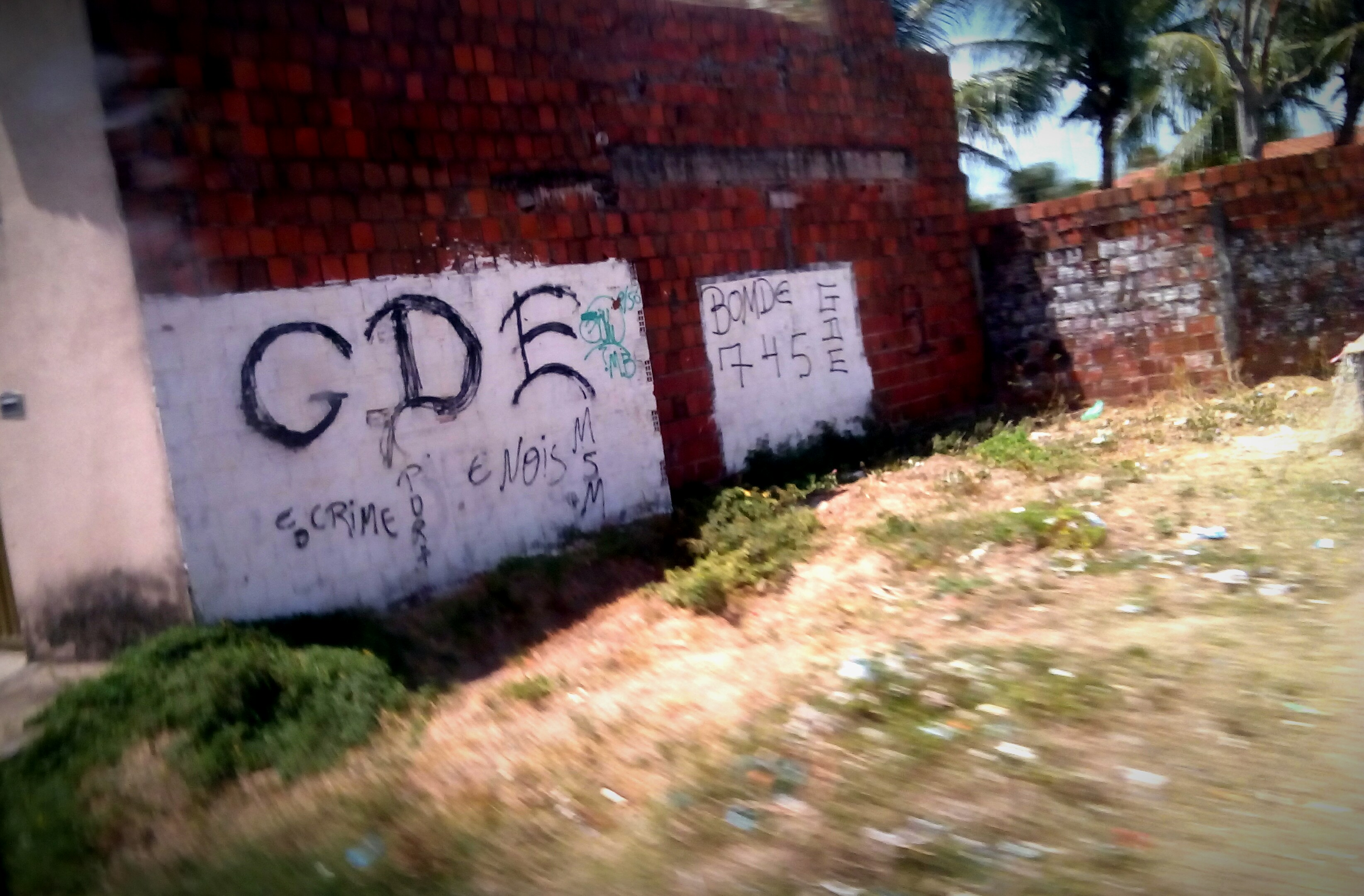
Marcação de território em Maracanaú

Dentre os atos de maior repercussão da GDE estão os Atentados no Ceará em 2019. Ao lado de integrantes do Comando Vermelho e do Primeiro Comando da Capital, membros da GDE praticaram mais de 400 ações criminosas contra equipamentos públicos e privados durante os meses de janeiro e fevereiro daquele ano  . A GDE voltou a fazer uma onda generalizada de ataques, com mais de 100 ações criminosas, em setembro de 2019  . Antes, em abril de 2017, a GDE deu ordens para 34 ataques a equipamentos públicos na Grande Fortaleza e no município de Itapiúna, sendo 22 ônibus incendiados e quatro delegacias, dois bancos, seis carros de concessionários do Estado e a antiga sede da Guarda Municipal de Fortaleza atacados.
Em 2017, a facção que antes era "neutra", decide se aliar ao Primeiro Comando da Capital, e ao Bonde dos 40 fazendo assim a linha de frente contra o Comando Vermelho, em todo o estado do Ceará.
Porém, a G.D.E deixa a aliança com o PCC após um golpe na liderança da comunidade do Sossego na capital cearense, Fortaleza.

## Características
Existem poucas informações divulgadas sobre a facção e muitas delas são conflitantes. Há quem garanta, por exemplo, que sua fundação se deu em meados de 2012, enquanto outras fontes apontam 2006 como o ano de início do grupo. Mas o fundamento confirmado é no dia 1 de Janeiro de 2016, na comunidade do Conjunto Palmeiras, tem vários lideres em várias cidades, a facção tem vários conselheiros que pertencem a Alta Cúpula, e o maior escalão na hierarquia é a Sétima Coluna ou a Sintonia Final (STF, como é chamado).
O Ministério Público do Estado do Ceará já teria identificado pelo menos três dessas lideranças, que seriam internos do Complexo Penitenciário de Itaitinga. De acordo com o portal Tribuna do Ceará, uma dessas lideranças é Daniel Júnior dos Santos Silva, mais conhecido como “Júnior Play”. Mesmo preso em uma Casa de Privação Provisória de Liberdade (CPPL), ele coordenaria uma quadrilha que atuava na região da comunidade do Serviluz. Ele seria, inclusive, um dos principais articuladores de um processo de “pacificação” no bairro Vicente Pinzón.
A ausência de cobrança de mensalidades, como faz, por exemplo o Primeiro Comando da Capital, foi apontada como um dos trunfos da facção no recrutamento de novos membros, prática que hoje não existe mais, onde existe sim, nos dias atuais, a cobrança de uma "caixinha" comum para suposta ajuda aos membros da mesma. De fato, em um estatuto atribuído à facção, obtido pela imprensa, é estipulada a obrigação de pagamento de certa quantia mensal. Em declaração a veículos jornalísticos, o coordenador do Grupo de Atuação Especial de Repressão ao Crime Organizado, do MPCE, Manoel Epaminondas afirmou que a GDE ainda está em processo de consolidação de uma estrutura, que é o que, segundo ele, permite a estipulação das caixinhas e o fortalecimento de um órgão que gerencie a facção. "'Não é uma estrutura hierarquizada como tem o PCC [Primeiro Comando da Capital] e o Comando Vermelho [CV]', diz. Atualmente, a GDE tem como grande trunfo permitir mais facilmente a troca de integrantes de diversas quadrilhas, afirma Epaminondas", noticiou o portal Tribuna do Ceará.
"A facção é nova e formada por gente nova e inconsequente. Até no crime, com o tempo as pessoas vão criando um discernimento, um cuidado que os integrantes da GDE ainda não tem. Em sua maioria são adolescentes e adultos jovens, que não tiveram acesso a educação e a outros serviços básicos", disse um servidor da Secretaria da Segurança Pública e Defesa Social (SSPDS-CE) não identificado em reportagem do jornal Diário do Nordeste. Em março de 2016, uma fonte da SSPDS, que teve a identidade preservada, havia dito ao jornal que a facção não era organizada o suficiente para a prática de grandes crimes ou a pacificação de gangues rivais.
A maior influência da Guardiões do Estado estaria na região que cerca o bairro Conjunto Palmeiras, em Fortaleza, porém nos dias atuais, a região é dominada quase por completa pelo grupo TDN ou MASSA, que é uma dissidência dos antigos membros da GDE, como de outras facções presentes no estado. Também estariam sob influência da quadrilha os bairros Serviluz, Complexo do Vicente Pinzón, Edson Queiroz, Planalto Pici e Vila Velha. Em Caucaia, a G.D.E teria presença no Parque Leblon. Também foi registrada a presença da facção nos bairros Barroso 2, Presidente Vargas, a comunidade da Vertical a comunidade da Babilôniae nas cidades de Crato, Juazeiro do Norte, Iguatu, Baturité, Maracanaú, Aratuba, Capistrano  e Itapiúna,.
Atualmente, a G.D.E que antes mantinha um pacto com o PCC, segundo fontes policiais contaram à imprensa, rompeu o pacto, e passou a liderar vários bairros dos antigos aliados. A facção também teria mantido um pacto de paz com o Comando Vermelho, que também foi quebrado no episódio do racha entre PCC e CV — o que é apontado como uma das razões para os atentados a ônibus registrados em abril de 2017 em Fortaleza.
No dia 19 de abril de 2017, 360 detentos que fariam parte da G.D.E foram transferidos da Casa de Privação Provisória de Liberdade Professor Clodoaldo Pinto (CPPL II), em Itaitinga, e da Unidade Prisional Adalberto Barros de Oliveira Leal, conhecida como Carrapicho, em Caucaia. A motivação seria a animosidade tida entre os membros da G.D.E e os do CV. No mesmo dia, ônibus começaram a ser incendiados em Fortaleza e Região Metropolitana. No local dos ataques, bilhetes em nome da G.D.E foram deixados. Em alguns deles, era exigida a separação dos integrantes do CV e da G.D.E. No entanto, as transferências foram vistas com maus olhos pela G.D.E, por significar perda de influência nas unidades
O presidente do Conselho Penitenciário do Ceará, o advogado Cláudio Justa, afirma ter percebido que as principais razões para os atentados estão fora do sistema penitenciário. A disputa por pontos de venda de drogas entre G.D.E e Comando Vermelho estaria por trás de uma "escalada da tensão" nos presídios cearenses. Os atentados, afirma Cláudio Justa, foram "demonstrações de força" da Guardiões do Estado não só para as outras facções criminosas, mas, também, para o Estado.
O conflito entre as facções é apontado como uma das causas para o aumento no número de homicídios ocorrido a partir de 2017. O confronto GDE x CV teria provocado várias chacinas, como as ocorridas em Aquiraz e Horizonte, que deixaram, juntas, 11 mortos.. A maior dessas chacinas, porém, foi a Chacina das Cajazeiras ocorrida em janeiro de 2018 e que deixou 14 pessoas mortas. As investigações policiais demonstraram que a matança foi praticada por integrantes da GDE .
Em 2025, no início de maio, o GDE foi apontado pelo assassinato de um cambista do jogo do bicho no município de Apodi, RN, que faz fronteira com Ceará. A execução foi ordenada como ato de "moralizar" o município devido a proibição da aposta e marca a expansão da facção no nordeste.